# Gualaco
Gualaco est une municipalité du Honduras, située dans le département d'Olancho. La municipalité comprend 10 villages et 161 hameaux. Elle est fondée en 1684.